# Réserve écologique des Kettles-de-Berry
Die Réserve écologique des Kettles-de-Berry ist ein 267 ha großes Schutzgebiet im Westen der kanadischen Provinz Québec, im Canton de Berry, rund 45 km nordwestlich von Amos. 
Der Park repräsentiert im Rahmen des Schutzgebietsystems der Provinz die Grafschaftsgemeinde Abitibi und insbesondere die dortigen Toteisseen (kettles) und Sölle sowie den Esker von Berry, die nach der letzten Eiszeit entstanden sind. Die Landschaft befindet sich zwischen 320 und 345 m über dem Meeresspiegel.
Bei der Entstehung des Toteissees wurden große Eisblöcke, die oftmals unter den Gletschern schwimmen, beim Abschmelzen des Gletschers überdeckt, etwa durch Sand. Daher haben diese Seen keinen Ab- oder Zufluss und bilden nach dem endgültigen Abschmelzen des Eises Senken. Sölle hingegen entstanden durch das Vernässen von Toteisseen. Im Parkgebiet befinden sich zudem nacheiszeitliche Seen, wie der Lac en Cœur, der Lac Paludier und der Lac la Perdrix. Während diese eiszeitlichen und nacheiszeitlichen Strukturen andernorts meist als Kiesgrube oder als Müllhalde benutzt oder verfüllt wurden, sind die Kettles von Berry sehr gut erhalten.
Allerdings liegt nur der Westabhang eines Teils des Eskers von Berry im Schutzgebiet. Dieser ist relativ flach und sehr viel breiter als hoch. Schwarz-Fichte und Banks-Kiefer herrschen vor, doch gibt es auch in der Region seltene Pflanzen wie Eriocaulon septangulare aus der 1400 Arten umfassenden Familie der Eriocaulaceae, die hier eines ihrer nördlichsten Vorkommen findet, und die in Deutschland streng geschützte Wasser-Lobelie (Lobelia dortmanna).